# 三重県道156号飛鳥日浦線
三重県道156号飛鳥日浦線（みえけんどう156ごう あすかひうらせん）は、三重県熊野市を通る一般県道である。

## 概要
熊野市飛鳥町小阪から熊野市井戸町に至る。

### 路線データ
- 起点：三重県熊野市飛鳥町小阪（字佐田835番地先[1][2]：佐田坂交差点、国道42号交点）
- 終点：三重県熊野市井戸町（字日浦2312番2地先[1][2]：三重県道34号七色峡線交点）

## 歴史
- 1995年（平成7年）4月1日 - 認定・道路区域の決定・道路の供用開始[3]。
- 起点：三重県熊野市飛鳥町
- 終点：三重県熊野市井戸町字日浦
- 区間
  - 三重県熊野市飛鳥町小阪字佐田835番地先から三重県熊野市井戸町字朴ノ木平4532番地先まで（延長1,980.00 m）
  - 三重県熊野市井戸町字大馬谷2153番地先から三重県熊野市井戸町字日浦2312番2地先まで（延長2,288.04 m）

## 地理

### 通過する自治体
- 三重県
  - 熊野市

### 交差する道路
| 交差する道路         | 交差する場所 | 交差する場所        |
| -------------------- | ------------ | ------------------- |
| 国道42号 / 熊野街道  | 飛鳥町小阪   | 佐田坂交差点 / 起点 |
| 三重県道34号七色峡線 | 井戸町       | 終点                |

### 沿線
- 熊野市立飛鳥中学校（起点付近）
- 飛鳥郵便局（起点付近）

### 峠
- 小阪峠（熊野市）